# Amir al-Dandal

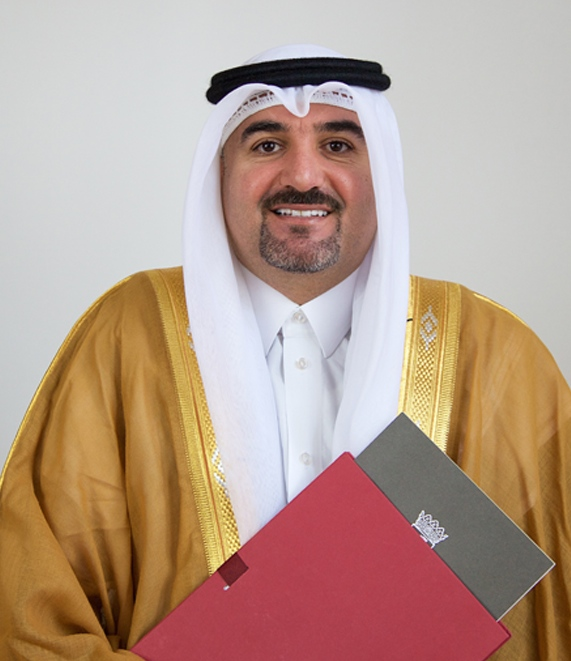
Scheich Amir al-Dandal aus Abu Kamal

Amir al-Dandal (auch Scheich Amir al-Muschrif al-Dandal, arabisch أمير الدندل, DMG Amīr ad-Dandal; * 1980 in Deir ez-Zor) ist eines der Oberhäupter des Stamms der al-Uqaidat (Aghedat). Mit Beginn der Proteste, die 2011 in den Bürgerkrieg in Syrien mündeten, wurde er als politischer und zivilgesellschaftlicher Aktivist bekannt.

## Leben und Karriere
Die Dandals gehört zu den führenden Clans der Bu Kamal, eines Unterstammes aus der Föderation der Uqaidat, die wiederum zu den größten Stammesverbänden Syriens zählen. Sie siedeln unter anderem in der Umgebung der gleichnamigen Stadt (Abu Kamal) im Gouvernement Deir ez-Zor.
Obwohl seine Familie traditionell gute Beziehungen zur Regierung Hafiz al-Assads unterhielt, distanzierte sich Amir al-Dandal 2011 als einer der ersten Stammesvertreter von den repressiven Methoden, welche das syrische Regime zur Unterdrückung der Proteste zur Anwendung brachte. Dandal verfasste gemeinsam mit anderen Stammesführern ein Manifest mit der Forderung nach „Freiheit und Würde“ für ds syrische Volk, das in Syrien große Aufmerksamkeit erhielt.
2014 übernahm der sogenannte Islamische Staat die Kontrolle über einen großen Teil der Siedlungsgebiete der Bu Kamal. Dandal betätigte sich als Aktivist gegen den „IS“ und diente internationalen Medien als Gewährsmann für Berichte zur Lage im syrisch-irakischen Grenzgebiet.
Laut arabischen Medienberichten vom Januar 2018 nahm Dandal an geheimen Gesprächen zwischen Vertretern verschiedener syrischer Volksgruppen in Berlin und anderen europäischen Hauptstädten teil. Einem Bericht der Bild-Zeitung vom Dezember 2018 zufolge, der auch in deren internationaler Ausgabe erschien, fanden diese Gespräche über mehrere Jahre statt und führten zu einer Versöhnungscharta für „Koexistenz in Syrien“. Zu den Unterzeichnern des Dokuments zählen neben Stammesvertretern und anderen Führungspersönlichkeiten auch Notabeln der alawitischen Gemeinschaft, der Syriens Präsident Baschar al-Assad entstammt.
Aus der Initiative ging 2019 ein sogenannter Rat der syrischen Charta hervor. 2020 wurde Dandal zu dessen stellvertretendem Sprecher gewählt.
Dandal ist der Enkel von Scheich Muschrif al-Dandal, eines Stammesführers, der 1919 nach der Besetzung des mittleren Euphratgebiets durch die Briten im Zuge des Britischen Mandats Mesopotamien einen Aufstand gegen die Mandatsbehörden führte. Ein Onkel Amir al-Dandals war der Politiker Fahd Muschrif al-Dandal, der 1961 als Vertreter des Stammes der Uqaiat in die Verfassungsgebende Versammlung Syriens gewählt wurde.